# Reine douairière de France
Le titre de reine douairière de France est porté par les veuves des rois de France qui se voient attribuer au décès de leur mari un douaire qui leur assure des revenus et qu'elles conservent jusqu'à leur mort.
En juin 1790, lorsque l'Assemblée nationale constituante discute de la liste civile de Louis XVI, le roi lui adresse une lettre demandant de fixer un douaire adéquat à son épouse Marie-Antoinette d'Autriche au cas où il mourrait avant elle : il estime que sous les règnes précédents, son montant s'élevait à 4 millions de livres. La proposition est votée par acclamations.
Le tableau ci-dessous recense les reines douairières de France de 1108 à 1666.
| Image                                          | Nom                                                                      | Reine douairière                                                 | Maison                                                                                               | Époux                                                               | Douaire |
| ---------------------------------------------- | ------------------------------------------------------------------------ | ---------------------------------------------------------------- | --- | ------------------------------------------------------------------- | --- |
| Enluminure représentant Bertrade de Montfort   | Bertrade de Montfort Née vers 1070 — Morte le 14 février 1117            | 29 juillet 1108 — 14 février 1117 (8 ans, 6 mois et 16 jours)    | Maison de Montfort (fille de Simon Ier, seigneur de Montfort-l'Amaury)                               | Philippe Ier, roi des Francs (mariés en 1092)                       | |
| Représentation imaginaire d'Adélaïde de Savoie | Adélaïde de Savoie Née vers 1100 — Morte le 18 novembre 1154             | 1er août 1137 — 18 novembre 1154 (17 ans, 3 mois et 17 jours)    | Maison de Savoie (fille de Humbert II, comte de Savoie)                                              | Louis VI, roi des Francs (mariés en mars 1115)                      | |
| Sceau d'Adèle de Champagne                     | Adèle de Champagne Née vers 1140 — Morte le 4 juin 1206                  | 18 septembre 1180 — 4 juin 1206 (25 ans, 8 mois et 17 jours)     | Maison de Blois (fille de Thibaut IV de Blois)                                                       | Louis VII, roi des Francs (mariés le 13 novembre 1160)              | |
| Dalle funéraire d'Ingeburge de Danemark        | Ingeburge de Danemark Née vers 1174 — Morte le 29 juillet 1236           | 14 juillet 1223 — 29 juillet 1236 (13 ans et 15 jours)           | Maison d'Estridsen (fille de Valdemar Ier, roi de Danemark)                                          | Philippe II Auguste, roi de France (mariés le 14 août 1193)         | |
| Enluminure représentant Blanche de Castille    | Blanche de Castille Née le 4 mars 1188 — Morte le 27 novembre 1252       | 8 novembre 1226 — 27 novembre 1252 (26 ans et 19 jours)          | Maison royale de Castille (fille d'Alphonse VIII, roi de Castille)                                   | Louis VIII le Lion, futur roi de France (mariés le 23 mai 1200)     | Pontoise |
| Sceau de Marguerite de Provence                | Marguerite de Provence Née en 1221 — Morte le 20 décembre 1295           | 25 août 1270 — 20 décembre 1295 (25 ans, 3 mois et 25 jours)     | Maison de Barcelone (fille de Raimond Bérenger IV, comte de Provence)                                | Louis IX (Saint Louis), roi de France (mariés le 27 mai 1234)       | |
| Sceau de Marie de Brabant                      | Marie de Brabant Née en 1254 — Morte le 12 janvier 1322                  | 5 octobre 1285 — 12 janvier 1322 (36 ans, 3 mois et 7 jours)     | Famille de Brabant (fille de Henri III, duc de Brabant)                                              | Philippe III le Hardi, roi de France (mariés le 21 août 1274)       | |
| Clémence de Hongrie                            | Clémence de Hongrie Née en 1293 — Morte le 12 octobre 1328               | 5 juin 1316 — 12 octobre 1328 (12 ans, 4 mois et 7 jours)        | Maison d'Anjou-Sicile (fille de Charles Martel, roi titulaire de Hongrie)                            | Louis X, dit le Hutin, roi de France (mariés le 19 août 1315)       | |
| Jeanne de Bourgogne                            | Jeanne de Bourgogne Née vers 1291 — Morte le 21 janvier 1330             | 3 janvier 1322 — 21 janvier 1330 (8 ans et 18 jours)             | Maison comtale de Bourgogne (fille de Othon IV, comte de Bourgogne et de Mahaut, comtesse d'Artois)  | Philippe V le Long, futur roi de France (mariés le 21 janvier 1307) | |
| Jeanne d'Évreux                                | Jeanne d'Évreux Née avant 1310 — Morte le 4 mars 1371                    | 1er février 1328 — 4 mars 1371 (43 ans, 1 mois et 3 jours)       | Maison d'Évreux (fille de Louis, comte d'Évreux)                                                     | Charles IV le Bel, roi de France (mariés le 5 juillet 1324)         | terres en Champagne et en Brie : Crécy, Coulommiers-en-Brie, Château-Thierry, Bray-sur-Seine, Nogent-sur-Seine, Châtillon, Épernay, Onchies, Neuilly-Saint-Front, Pont-sur-Seine, Sézanne et Chantemerle |
| Blanche de Navarre                             | Blanche de Navarre Née en 1331 — Morte le 5 octobre 1398                 | 22 août 1350 — 5 octobre 1398 (48 ans, 1 mois et 13 jours)       | Maison d'Évreux-Navarre (fille de Philippe, comte d'Évreux et de Jeanne de France, reine de Navarre) | Philippe VI de Valois, roi de France (mariés en janvier 1350)       | Pontoise |
| Isabeau de Bavière                             | Isabeau de Bavière Née en 1371 — Morte le 24 septembre 1435              | 21 octobre 1422 — 24 septembre 1435 (12 ans, 11 mois et 3 jours) | Maison de Wittelsbach (fille d'Étienne III, duc de Bavière-Ingolstadt)                               | Charles VI, roi de France (mariés le 17 juillet 1385)               | |
| Marie d'Anjou                                  | Marie d'Anjou Née le 14 octobre 1404 — Morte le 29 novembre 1463         | 22 juillet 1461 — 29 novembre 1463 (2 ans, 4 mois et 7 jours)    | Maison de Valois-Anjou (fille de Louis II, duc d'Anjou et roi de Naples)                             | Charles VII, futur roi de France (mariés le 22 avril 1422)          | |
| Charlotte de Savoie                            | Charlotte de Savoie Née vers 1441/2 — Morte le 1er décembre 1483         | 30 août 1483 — 1er décembre 1483 (3 mois et 1 jour)              | Maison de Savoie (fille de Louis Ier, duc de Savoie)                                                 | Louis XI, futur roi de France (mariés en janvier 1451)              | villes, châteaux, terres et seigneuries d'Amboise, de Chinon, de Montrichard, de La Rochelle, de Saintes, de Saint-Jean-d'Angély et de Rochefort, comté de Saintonge, un quart du sel du Poitou et de la Saintonge, sénéchaussée de Beaucaire, comté de Pézenas et plusieurs seigneuries et greniers à sel de la région de Languedoc. |
| Anne de Bretagne                               | Anne de Bretagne Née le 25 janvier 1477 — Morte le 9 janvier 1514        | 7 avril 1498 — 8 janvier 1499 (9 mois et 1 jour)                 | Maison de Bretagne (fille de François II, duc de Bretagne)                                           | Charles VIII, roi de France (mariés le 6 décembre 1491)             | |
| Marie Tudor                                    | Marie Tudor Née le 18 mars 1496 — Morte le 25 juin 1533                  | 1er janvier 1515 — 25 juin 1533 (18 ans, 5 mois et 24 jours)     | Maison Tudor (fille de Henri VII, roi d'Angleterre)                                                  | Louis XII, roi de France (mariés le 9 octobre 1514)                 | |
| Eléonore de Habsbourg                          | Éléonore de Habsbourg Née le 15 novembre 1498 — Morte le 18 février 1558 | 31 mars 1547 — 18 février 1558 (10 ans, 10 mois et 18 jours)     | Maison de Habsbourg (fille de Philippe Ier le Beau, souverain des Pays-Bas)                          | François Ier, roi de France (mariés le 4 juillet 1530)              | Duché de Touraine |
| Catherine de Médicis                           | Catherine de Médicis Née le 13 avril 1519 — Morte le 5 janvier 1589      | 10 juillet 1559 — 5 janvier 1589 (29 ans, 4 mois et 19 jours)    | Maison de Médicis (fille de Laurent II de Médicis)                                                   | Henri II, futur roi de France (mariés le 25 octobre 1533)           | Duché d'Alençon (1559-1566) Duché d'Orléans (1566-1589) |
| Marie Stuart                                   | Marie Stuart Née le 8 décembre 1542 — Morte le 8 février 1587            | 5 décembre 1560 — 8 février 1587 (26 ans, 2 mois et 3 jours)     | Maison Stuart (fille de Jacques V d'Ecosse)                                                          | François II, futur roi de France (mariés le 24 avril 1558)          | Seigneurie et ville d'Épernay |
| Elisabeth d'Autriche                           | Élisabeth d'Autriche Née le 5 juillet 1554 — Morte le 22 janvier 1592    | 30 mai 1574 — 22 janvier 1592 (17 ans, 7 mois et 23 jours)       | Maison des Habsbourg (fille de Maximilien II)                                                        | Charles IX, roi de France (mariés le 26 novembre 1570)              | Comté de Haute et Basse Marche (1575). |
| Louise de Lorraine                             | Louise de Lorraine Née le 30 avril 1553 — Morte le 29 janvier 1601       | 2 août 1589 — 29 janvier 1601 (11 ans, 5 mois et 27 jours)       | Maison de Lorraine (fille de Nicolas de Mercœur comte de Vaudémont)                                  | Henri III, roi de France (mariés le 15 février 1575)                | Duché de Bourbonnais, Berry, comté de Forez, Haute et Basse Marche (1589). |
| Marie de Médicis                               | Marie de Médicis Née le 26 avril 1575 — Morte le 3 juillet 1642          | 14 mai 1610 — 3 juillet 1642 (32 ans, 1 mois et 19 jours)        | Maison de Médicis (fille de François Ier de Médicis grand-duc de Toscane)                            | Henri IV, roi de France (mariés le 17 décembre 1600)                | Comté de Haute et Basse Marche (1611). |
| Anne d'Autriche                                | Anne d'Autriche Née le 22 septembre 1601 — Morte le 20 janvier 1666      | 14 mai 1643 — 20 janvier 1666 (22 ans, 8 mois et 6 jours)        | Maison de Habsbourg (fille de Philippe III, roi d’Espagne)                                           | Louis XIII, roi de France (mariés le 21 novembre 1615)              | Comté de Haute et Basse Marche (1643). |